# Resende FC
Az Resende Futebol Clube labdarúgó csapatát 1909-ben, a brazíliai Resende-ben alapították. Rio de Janeiro állami, Carioca bajnokságában, valamint az országos negyedik osztályban érdekelt.

## Sikerlista

### Állami
- 1-szeres Série B győztes: 2007

## Játékoskeret
2015-től
| # |     | Poszt | Név               |
| - | --- | ----- | ----------------- |
|   | BRA | K     | Jefferson         |
|   | BRA | K     | Lugão             |
|   | BRA | K     | Filipe Machado    |
|   | BRA | K     | Arthur Barroso    |
|   | BRA | V     | Uallace           |
|   | BRA | V     | Muriel            |
|   | BRA | V     | Lucas Maia        |
|   | BRA | V     | Gabriel Cassimiro |
|   | BRA | V     | Dudu              |
|   | BRA | V     | Kim               |
|   | BRA | V     | Rogério           |
|   | BRA | V     | Reinaldo          |
|   | BRA | KP    | Cássio            |

| # |     | Poszt | Név             |
| - | --- | ----- | --------------- |
|   | BRA | KP    | Jeferson Silva  |
|   | BRA | KP    | Marcel Andrade  |
|   | BRA | KP    | Capone          |
|   | BRA | KP    | Iuri Pimentel   |
|   | BRA | KP    | Caleb           |
|   | BRA | KP    | Murilo          |
|   | BRA | KP    | Flávio Gomes    |
|   | BRA | CS    | Gustavo         |
|   | BRA | CS    | Jhulliam Pires  |
|   | BRA | CS    | Felipe Linhares |
|   | BRA | CS    | Matheus Lima    |
|   | BRA | CS    | Márcio Carioca  |
|   | BRA | CS    | Leandrinho      |